# Monumento a José Tartiere

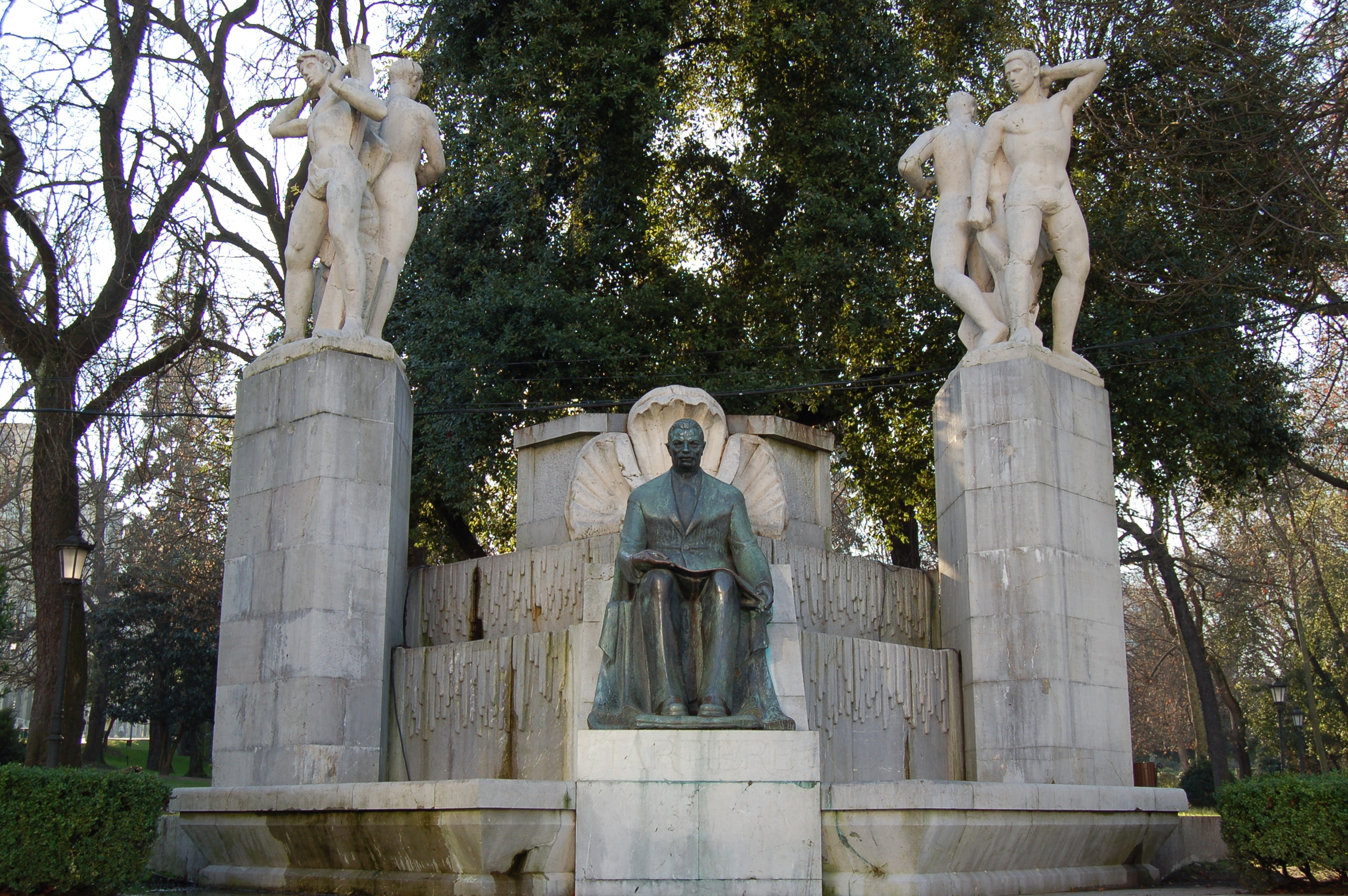
Monumento en el Campo de San Francisco, Oviedo

El monumento a José Tartiere Lenegre, ubicado en el paseo de los Álamos, Campo de San Francisco, en la ciudad de Oviedo, Principado de Asturias, España, es una de las más de un centenar de esculturas urbanas que adornan las calles de la mencionada ciudad española.
El paisaje urbano de esta ciudad se ve adornado por obras escultóricas, generalmente monumentos conmemorativos dedicados a personajes de especial relevancia en un primer momento, y más puramente artísticas desde finales del siglo XX.
La escultura, hecha en bronce y piedra, es obra de Víctor Hevia  y Manuel Álvarez Laviada, y está datada en 1933. Tras la muerte del empresario José Tartiere Lenegre, quien era considerado ya hijo adoptivo de Oviedo, que tuvo lugar en Lugones (Siero) el 18 de abril de 1927, un grupo de amigos, socios y familiares, organizaron una Comisión Pro-Monumento, que estaba presidida por Nicanor de las Alas Pumariño y entre los vocales se encontraban con Francisco Castañón, Eustaquia Fernández Miranda y Juan Antonio Onieva, la cual impulsó la realización de un monumento en recuerdo del que era ya considerado como uno de los artífices de la industrialización asturiana, la cual contribuyó enormemente al desarrollo y avance de la zona.
El monumento se sufragó por suscripción popular y está compuesto por un conjunto de figuras, una de bronce (la que representa a José Tartiere y Lenegre, de mayor tamaño que el natural, sentado en una silla, sobre un pedestal de piedra, al que se accede subiendo un juego de escaleras), obra de Víctor Hevia; y otras en piedra (las figuras de cuatro trabajadores, que representan las distintas industrias de importancia para Asturias en las que Tartiere Lenegre participó como fundador, dispuestas en parejas a ambos lados de la figura de Tartiere, en sendos pedestales), que son obra de Manuel Álvarez Laviada. Además, el conjunto presenta por la parte de atrás, un relieve con perfiles de obreros, también obra de Víctor Hevia